# Dorfkirche Rosenow (Boitzenburger Land)

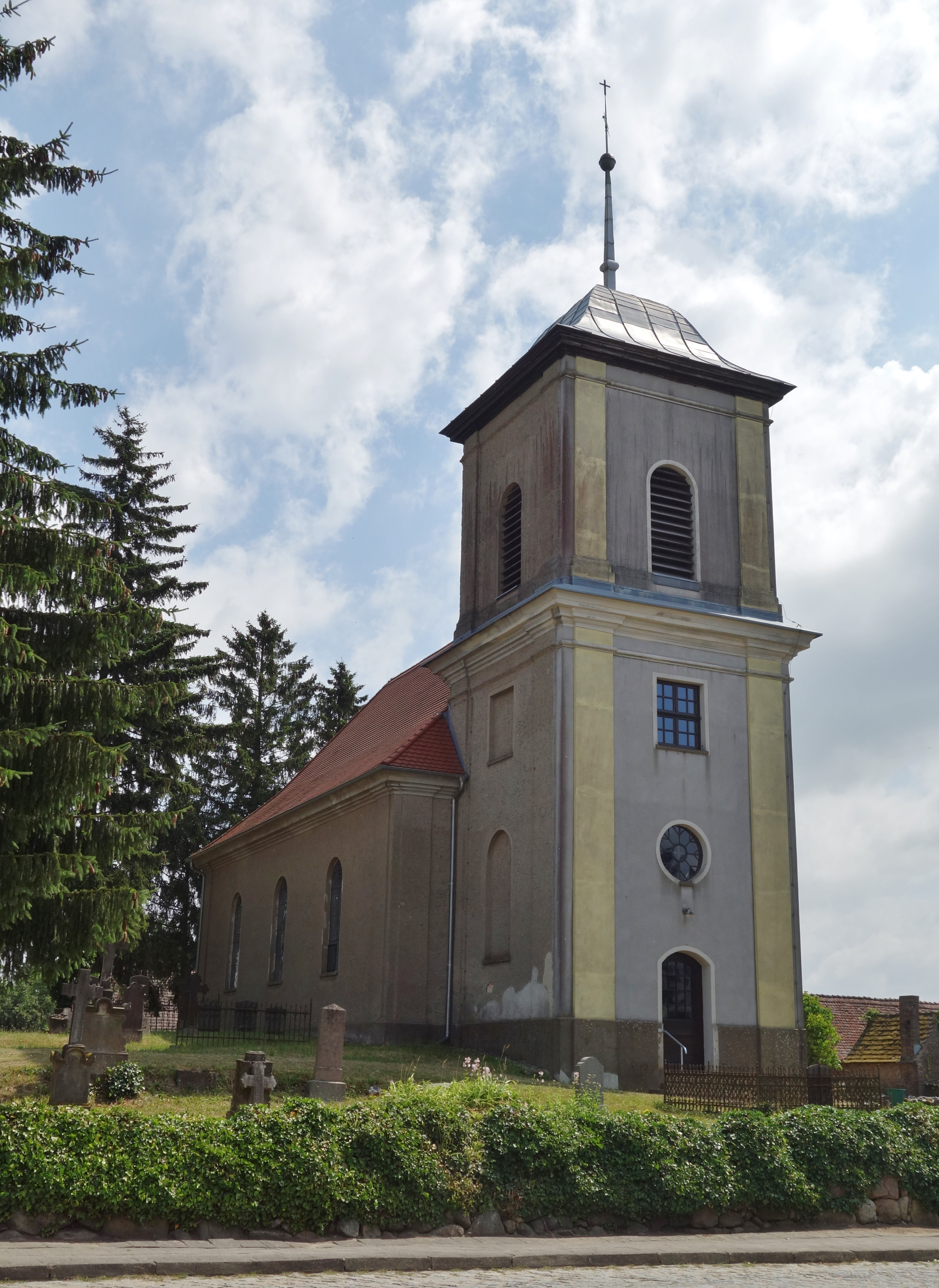
Dorfkirche Rosenow (Boitzenburger Land)

Die evangelische, denkmalgeschützte Dorfkirche Rosenow steht in Rosenow, einem Wohnplatz der Gemeinde Boitzenburger Land im Landkreis Uckermark von Brandenburg. Die Kirche gehört zum Pfarrsprengel Boitzenburg im Kirchenkreis Uckermark der Evangelischen Kirche Berlin-Brandenburg-schlesische Oberlausitz.

## Beschreibung
Die verputzte Saalkirche wurde 1753 auf den Grundmauern einer abgetragenen Feldsteinkirche aus dem 13. Jahrhundert errichtet. Sie besteht aus einem Langhaus und einem quadratischen Kirchturm im Westen, dessen oberstes Geschoss hinter den Klangarkaden den Glockenstuhl beherbergt und der mit einer flachen Glockenhaube bedeckt ist. Das Äußere ist durch Lisenen an den Ecken, ein Traufgesims und Bogenfenster gekennzeichnet.
Der Innenraum ist mit einer verputzten Flachdecke mit Vouten überspannt. Zur Kirchenausstattung gehört ein hölzerner Kanzelaltar, dessen Entwurf angeblich von Friedrich Christian Glume stammt. Der Korb der Kanzel ist von kannelierten ionischen Pilastern gerahmt, die einen Schalldeckel tragen. Die Orgel auf der Empore im Westen wurde 1898 von Albert Hollenbach gebaut.